# Колонія-Осек
Кольонія-Осек (пол. Kolonia Osiek) — село в Польщі, у гміні Осек Бродницького повіту Куявсько-Поморського воєводства.
Населення — 96 осіб (2011).
У 1975-1998 роках село належало до Торунського воєводства.

## Демографія
Демографічна структура станом на 31 березня 2011 року:
|          | Загалом | Допрацездатний вік | Працездатний вік | Постпрацездатний вік |
| -------- | ------- | ------------------ | ---------------- | -------------------- |
| Чоловіки | 48      | 12                 | 31               | 5                    |
| Жінки    | 48      | 7                  | 29               | 12                   |
| Разом    | 96      | 19                 | 60               | 17                   |